# 솔로몬의 시편
솔로몬의 시편(Psalms of Solomon)은 기원전 1세기 또는 2세기에 쓰인 18편의 시편, 즉 종교적 노래 또는 시로 구성된 모음집이다. 이 시편들은 성경 외경(구약 위경)으로 분류되며, 70인역과 페시타의 여러 사본에 등장하지만, 이후 성경 정경에는 포함되지 않았고 인쇄기가 등장한 후 인쇄된 성경에도 일반적으로 포함되지 않았다.

## 이름
18편의 시편 중 17번째 시편은 전통적으로 솔로몬의 작품으로 여겨지는 시편 72편과 유사하며, 따라서 솔로몬의 시편이 그 이름을 갖게 된 이유일 수 있다. 또 다른 이론은 이 시편들이 매우 높은 평가를 받아 솔로몬의 이름을 붙인 것은 시편이 무시되거나 잊혀지는 것을 막기 위한 것이라고 한다.

## 수용 역사
솔로몬의 시편은 초기 기독교 문헌에서 언급되었지만, 17세기에 그리스어 사본이 재발견되기 전까지 후대에 잊혀졌다. 현재 11세기에서 16세기에 걸쳐 분실된 히브리어 또는 아람어 원본을 그리스어로 번역한 사본 11개가 알려져 있으며, 이는 기원전 1세기 또는 2세기로 추정된다. 현재는 모음집으로 남아 있지만, 원래는 서로 다른 시기에 다른 사람이 쓴 별개의 사본이었다.
시리아어 사본도 4개가 존재한다. "솔로몬의 시편 18편"에 대한 가장 오래된 역사적 증거는 알렉산드리아 사본(5세기) 초판의 목록에 있다. 제임스 H. 찰스워스에 따르면, "솔로몬의 시편은 시나이 사본의 분실된 12페이지에 들어맞았을 것으로 추정된다"고 한다.